# Tigardo
Un tigardo es un animal híbrido descendiente de un tigre macho y un leopardo hembra.
En 1900, Carl Hagenbeck cruzó un leopardo hembra con un tigre de Bengala macho. El descendiente tenía una mezcla de puntos, de rosetones y de rayas. En 1951 el libro híbridos mamíferos divulgó que los acoplamientos del tigre y del leopardo eran estériles.